# Tetsu Nakamura
Tetsu Nakamura (中村 哲?, Nakamura Tetsu, pashtu: تېڅو ناکامورا), noto anche come Kaka Murad (pashtu: کاکا مراد, lett. "Zio Mura"; Fukuoka, 15 settembre 1946 – Jalalabad, 4 dicembre 2019) è stato un medico giapponese e cittadino onorario afghano.
È stato a capo del Peace Japan Medical Services (PMS), un ente umanitario conosciuto come Peshawar-kai (kai significa associazione in giapponese). Nakamura si è occupato della costruzione di opere di canalizzazione dal fiume Kunar nell'Afghanistan orientale e gli è stato attribuito il merito di aver trasformato il deserto di Gamberi, alla periferia di Jalalabad, in boschi rigogliosi e terreni produttivi coltivati a grano. Ha anche costruito due ospedali e due moschee. Nell'ottobre 2019 il presidente afgano Ashraf Ghani gli ha concesso la cittadinanza onoraria afgana.
Il 4 dicembre 2019, mentre Nakamura si stava recando al lavoro a Jalalabad, è stato assassinato da uomini armati, insieme alle sue guardie del corpo e all'autista. L'11 febbraio 2021, fonti in Afghanistan e Pakistan hanno affermato che Amir Nawaz (noto anche come Haji Dubai) era il principale sospettato della morte di Nakamura. Funzionari afghani e pakistani hanno affermato che Nawaz è stato ucciso in Afghanistan e che era un comandante militante del Tehrik-i-Taliban Pakistan.

## Biografia

### Infanzia e istruzione
Nakamura è nato a Fukuoka, una città della prefettura di Fukuoka sulla costa settentrionale dell'isola giapponese di Kyushu. Ha trascorso la sua prima infanzia a Wakamatsu, nell'odierna Kitakyushu, dove entrambi i suoi genitori sono nati e cresciuti. Il romanziere giapponese Ashihei Hino era lo zio di Nakamura e lavorava per il gruppo Tamai, una ditta di stivaggio di proprietà del nonno materno di Nakamura a Wakamatsu.
Avendo precedentemente lavorato come subappaltatore per il gruppo Tamai, il padre di Nakamura ha avviato la sua attività di recupero di navi affondate dopo la seconda guerra mondiale. In seguito al crollo degli affari la famiglia di Nakamura si è trasferita a Koga, da quando Nakamura aveva 6 anni fino alla sua laurea alla Kyushu University School of Medicine nel 1973, dopo aver studiato alla Koga Nishi Elementary School, alla Seinan Gakuin Junior High School e alla Fukuoka Prefectural Fukuoka High School.
Nakamura è stato battezzato da un missionario cristiano nella chiesa battista di Kasumigaoka mentre frequentava la scuola media.

### Carriera
La prima esperienza di Nakamura nella regione di confine tra Afghanistan e Pakistan è stata nel 1978, quando ha prestato servizio come medico, per una squadra di alpinismo della Fukuoka Climbing Association, in una spedizione per scalare il Tirich Mir nel Pakistan occidentale. È stato spinto a parteciparvi dal suo amore per l'alpinismo e il suo hobby di collezionare insetti. Su richiesta del ministero del turismo del Pakistan Nakamura ha fornito assistenza medica ai residenti nelle vicinanze della remota base alpinistica situata vicino a Peshawar. Nakamura ha curato molti pazienti affetti da tubercolosi e lebbra, che ha attribuito alla malnutrizione e alla povertà della zona.
Dopo questa esperienza, è tornato a Peshawar nel 1984 come volontario con il Japan Overseas Christian Medical Cooperative Service all'ospedale della missione. Ha nuovamente curato i pazienti affetti da lebbra e i rifugiati afghani che fuggivano dalla guerra sovietico-afghana. Sua moglie e i suoi figli piccoli lo hanno accompagnato e i figli hanno frequentato una scuola internazionale finanziata dagli americani. Inizialmente aveva intenzione di rimanere a Peshawar per cinque o sei anni.
Anche se la clinica si concentrava sulla lebbra, Nakamura ha notato che le aree a rischio lebbra avevano un'alta incidenza di altre malattie infettive come la malaria, la febbre tifoidea, la febbre dengue e la tubercolosi. Per poter curare i pazienti affetti da altre malattie ha iniziato a offrire servizi medici in maniera autonoma dall'ospedale della missione. A metà degli anni 1990 l'Organizzazione mondiale della sanità ha iniziato a fornire gratuitamente ai malati di lebbra la terapia multi-farmacologica in un programma originariamente finanziato dalla Nippon Foundation. Mentre l'attenzione internazionale e gli aiuti per combattere la lebbra crescevano, Nakamura ha osservato che il numero di pazienti afgani con altre malattie infettive continuava ad aumentare e rimanevano senza un'assistenza simile, spingendolo a creare un nuovo ospedale e a espandere i suoi sforzi. A partire dal 1991 Nakamura ha aperto tre cliniche nella provincia di Nangarhar dove ha identificato come causa principale dei problemi di salute nella regione la malnutrizione.
Da allora ha ampliato la portata del suo lavoro all'agricoltura e all'irrigazione e si è dedicato alla costruzione di canali nell'Afghanistan orientale. Un periodo di siccità ha colpito la regione a partire dal 2000. Una conseguenza di questa siccità è stato un aumento delle malattie dovute alla malnutrizione e alla mancanza d'acqua. Nakamura ha dichiarato a proposito di questa situazione: "Un canale di irrigazione farà più bene di 100 medici". Ha anche affermato: "Un ospedale cura i pazienti uno per uno ma questo aiuta un intero villaggio. Mi piace vedere un villaggio che è stato riportato in vita". A partire dal 2003 Nakamura ha iniziato a costruire il canale di irrigazione Marwarid nel distretto di Kuz Kunar della provincia di Nangarhar. Il canale prende l'acqua dal fiume Kunar e ha una lunghezza di 25,5 km. Si è ispirato ai canali di irrigazione che erano stati costruiti nella sua nativa Fukuoka più di 200 anni fa, senza l'aiuto di attrezzature moderne. Nakamura ha costruito o restaurato altri otto canali, irrigando 16 000 ettari e contribuendo al sostentamento di 600 000 persone nel deserto di Gamberi, nella periferia di Jalalabad. Ha anche costruito undici dighe sul fiume Kunar. Ha dichiarato: "Armi e carri armati non risolvono i problemi. La rinascita dell'agricoltura è la pietra angolare della ripresa dell'Afghanistan".
In Afghanistan Nakamura ha rischiato più volte la vita. Una volta è sfuggito per un soffio al fuoco delle mitragliatrici di un elicottero dell'esercito americano. In un'altra occasione ha cercato di salvaguardare gli argini di un fiume che stava pericolosamente straripando. "Sarei felice di morire qui", ha detto in quell'occasione.

### Morte
Nakamura è stato assassinato il 4 dicembre 2019 a Jalalabad. Gli aggressori hanno inoltre ucciso altre cinque persone, tra cui le sue guardie del corpo e l'autista. La polizia ha detto che Nakamura, seduto sul sedile anteriore lato passeggero, è stato colpito da cinque proiettili a distanza ravvicinata. Secondo un medico che ha eseguito l'autopsia un proiettile è entrato nel torace destro di Nakamura e si è fermato vicino al bacino.
Dei sette-otto assalitori, tre erano armati con fucili automatici e altre armi da fuoco. Gli assalitori indossavano abiti tradizionali afgani ma non si coprivano il volto. Secondo un testimone oculare: "Gli uomini armati hanno guidato fino a un ristorante vicino al luogo dell'attacco in due auto separate. Quando il veicolo che trasportava Nakamura si è avvicinato, gli aggressori si sono avvicinati e hanno sparato da entrambi i lati, uccidendo prima la guardia del corpo di Nakamura". Dopo che uno degli uomini armati urlava al testimone di stare lontano dalla scena, il testimone si è nascosto al ristorante. "Quando il rumore degli spari si è placato, ho sentito delle voci che cercavano di stabilire se Nakamura e gli altri fossero tutti morti, prima che venissero sparati altri colpi. È finita, andiamo, ho sentito dire da uno degli uomini prima che fuggissero nelle loro auto", ha aggiunto il testimone.
Nakamura è rimasto cosciente dopo l'attacco e ha ricevuto le prime cure in un ospedale locale a Jalalabad, ma è successivamente morto dissanguato all'aeroporto di Jalalabad mentre veniva preparato per essere trasportato in aereo in un ospedale all'aeroporto di Bagram, una base militare statunitense situata a 50 km a nord di Kabul.

#### Funerale
Il 7 dicembre si è tenuto un funerale di Stato per Nakamura all'Aeroporto Internazionale Hamid Karzai di Kabul, durante il quale il presidente afghano Ashraf Ghani si è unito ai soldati per portare la bara avvolta nella bandiera afghana verso un aeroplano. La moglie di Nakamura, Naoko, e la figlia maggiore, Akiko, erano presenti alla cerimonia a Kabul. Il presidente Ghani ha detto: "Gli assassini di Nakamura andranno sicuramente all'inferno. Le forze di difesa e di sicurezza nazionali afgane scopriranno i colpevoli e li consegneranno alla giustizia".
L'8 dicembre l'aereo che trasportava il corpo di Nakamura ha raggiunto l'Aeroporto Internazionale di Narita, vicino a Tokyo. La moglie e la figlia maggiore di Nakamura, così come il vice ministro degli esteri giapponese Keisuke Suzuki, hanno deposto fiori e osservato un momento di silenzio mentre il corpo veniva prelevato dall'aereo a Tokyo.
L'11 dicembre è stato celebrato un funerale per Nakamura nella sua città natale Fukuoka, a cui hanno partecipato 1 300 persone. La bandiera afghana è stata posta sulla bara di Nakamura. Sono stati esposti anche i ritratti degli altri cinque afghani uccisi con lui.

## Omicidio
Le autorità provinciali di Nangarhar avevano ottenuto informazioni su un possibile attacco a Nakamura circa un anno prima dell'attacco. Secondo il governatore della provincia di Nangarhar, Shah Mahmood Miakhel, Nakamura è stato avvertito dal governo provinciale di un piano per rapirlo o ucciderlo sei settimane prima dell'attacco. Pochi giorni prima dell'attacco un altro avvertimento gli è stato dato dalle autorità di sicurezza della provincia. Anche se a Nakamura non piaceva essere accompagnato da guardie di sicurezza, il governatore gli ha dato quattro guardie di sicurezza in un veicolo separato per la sua protezione.
Funzionari afgani e attivisti hanno incolpato i talebani per l'attacco. Uno dei colleghi giapponesi di Nakamura, Kazuya Ito, uno specialista agricolo che lavorava alla costruzione di canali di irrigazione nel distretto di Kuz Kunar, era stato precedentemente rapito e ucciso dai militanti talebani nel 2008 mentre si stava recando sul sito di un progetto nella zona. I talebani, tuttavia, hanno negato il coinvolgimento nell'assassinio di Nakamura, affermando di avere buone relazioni con le organizzazioni che contribuiscono alla ricostruzione dell'Afghanistan.
Il filmato della telecamera di sicurezza non ha catturato l'effettiva sparatoria ma ha mostrato i due veicoli utilizzati dagli assalitori. I funzionari della sicurezza afghana hanno arrestato due uomini collegati alle targhe dei veicoli identificati nel filmato. L'11 febbraio 2021 alcune fonti in Afghanistan e Pakistan hanno affermato che Amir Nawaz (noto anche come Haji Dubai) era il principale sospettato della morte di Nakamura. I funzionari afgani e pakistani hanno affermato che Nawaz è stato ucciso in Afghanistan e che era un comandante militante del Tehrik-i-Taliban Pakistan.

### Reazioni
L'omicidio di Nakamura ha suscitato "scosse di dolore" in tutto l'Afghanistan e il Giappone e ha attirato un'ampia condanna. Nelle province di Kabul, Nangarhar, Khowst e Parvan, così come a New York e Delhi, sono state tenute veglie a lume di candela per Nakamura. A Tokyo sono stati resi omaggi a Nakamura durante un concerto.

#### Governo afgano
Il presidente afgano, Ashraf Ghani, ha offerto le sue "più profonde condoglianze" alle famiglie di Nakamura e delle altre vittime dell'attacco e ha definito la morte di Nakamura una grande perdita per il popolo dell'Afghanistan. Il portavoce di Ashraf Ghani, Sediq Sediqqi, ha dichiarato: "Il dottor Nakamura ha dedicato tutta la sua vita a cambiare la vita degli afghani, occupandosi della gestione dell'acqua, delle dighe e migliorando l'agricoltura tradizionale". Il governatore della provincia di Nangarhar, Shah Mahmood Miakhel, ha dichiarato: "Tutta la gente di Nangarhar è rattristata dalla morte del dottor Nakamura e gli sono grati per i molti anni che ha passato ad aiutare la gente".
Nel gennaio 2021 le poste afghane hanno emesso un francobollo commemorativo da 300 afghani con l'immagine di Nakamura.

#### Governo giapponese
Il primo ministro giapponese, Shinzō Abe, ha espresso "sgomento" per l'assassinio di Nakamura. Ha dichiarato: "Nakamura ha rischiato la sua vita in un ambiente pericoloso per il popolo dell'Afghanistan che gli è stato molto grato". L'imperatrice Masako, in una dichiarazione rilasciata dall'Agenzia della Casa Imperiale, ha espresso cordoglio per la morte di Nakamura.

#### Peshawar-kai
Masaru Murakami, presidente di Peshawar-kai, ha dichiarato che avrebbe continuato tutto il lavoro intrapreso da Nakamura: "Nakamura mi ha spiegato quanto sia assurdo non offrire aiuto ai poveri che vivono nelle zone di montagna e che muoiono di malattie curabili". Murakami è subentrato a Nakamura come rappresentante di Peshawar-kai in Afghanistan e ha deciso di recarsi in Afghanistan per riprendere i progetti del gruppo.

#### UNAMA
La United Nations Assistance Mission in Afghanistan (UNAMA) ha twittato: "L'ONU in Afghanistan condanna ed esprime la sua ripugnanza per l'uccisione odierna dello stimato operatore umanitario giapponese Dr. Tetsu Nakamura a Jalalabad. Un insensato atto di violenza contro un uomo che ha dedicato gran parte della sua vita ad aiutare gli afghani più vulnerabili".

## Premi e riconoscimenti
- Nel 2003 a ricevuto il Ramon Magsaysay Award, spesso chiamato il premio Nobel dell'Asia, per la pace e la comprensione internazionale.[46]
- Nel 2013 ha ricevuto il Fukuoka Prize (Grand Prize).[47][48]
- Nel 2013 ha ricevuto il Kikuchi Kan Prize della Society for the Promotion of Japanese Literature.[49]
- Nel 2016 è stato inserito nella Earth Hall of Fame di Kyoto.[50]
- Nel 2016 è stato insignito dell'Ordine del Sol Levante (Raggi d'Oro e d'Argento).[51]
- Nel 2018 ha ricevuto la medaglia nazionale afghana.[2]
- Il 7 ottobre 2019 ha ricevuto la cittadinanza onoraria afghana per i suoi servizi di lunga data nel paese.[52]
- Il 26 gennaio 2020 gli è stato conferito postumo il Padma Shri, la quarta onorificenza civile più alta dell'India.[53]
- Nell'agosto 2020 i ricercatori dell'Università di Saga in Giappone hanno nominato una nuova specie scoperta di insetto Massalongia nakamuratetsui in onore di Nakamura.[54]

## Opere
- Peshawaru nite: Katai soshite Afugan nanmin, Fukuoka, Sekifusha, 1989.
- Peshawaru kara no hokoku: Genchi iryo genjo de kangaeru, Tokyo, Kawai Booklet, 1990.
- Ten, tomo ni ari: Afghanistan sanjunen no tatakai, Tokyo, NHK Shuppan, 2013.
- Providence Was with Us: How a Japanese Doctor Turned the Afghan Desert Green, Tokyo, Japan Publishing Industry Foundation for Culture, 2020, ISBN 978-4-86658-147-7.